# El Portal
El Portal és una població dels Estats Units a l'estat de Florida. Segons el cens del 2005 tenia 2.427 habitants.

## Demografia
Segons el cens del 2000, El Portal tenia 2.505 habitants, 837 habitatges, i 564 famílies. La densitat de població era de 2.302,8 habitants/km².
Per edats la població es repartia de la següent manera: un 25,4% tenia menys de 18 anys, un 9,3% entre 18 i 24, un 30,6% entre 25 i 44, un 24,4% de 45 a 60 i un 10,4% 65 anys o més.
L'edat mediana era de 36 anys. Per cada 100 dones de 18 o més anys hi havia 96,7 homes.
La renda mediana per habitatge era de 39.681 $ i la renda mediana per família de 41.029 $. Els homes tenien una renda mediana de 27.222 $ mentre que les dones 22.409 $. La renda per capita de la població era de 14.782 $. Entorn del 16,3% de les famílies i el 22,2% de la població estaven per davall del llindar de pobresa.

## Poblacions més properes
El següent diagrama mostra les poblacions més properes.